# Трошкино
Тро́шкино (рос. Трошкино, башк. Трошкин) — присілок у складі Благовіщенського району Башкортостану, Росія. Входить до складу Новонадеждинської сільської ради.
Населення — 284 особи (2010; 288 в 2002).
Національний склад:
- росіяни — 62 %